# Schuttberg
Als Schuttberg oder Müllberg bezeichnet man einen künstlich aufgeschütteten Hügel, der aus Schutt und Abfällen besteht. Viele dieser Schuttberge wurden in deutschen Großstädten nach dem Zweiten Weltkrieg aus den Trümmern der durch Bombenangriffe zerstörten Städte errichtet. Fast jede größere Stadt in Deutschland hat wenigstens einen solchen Trümmerberg aufzuweisen.

## Schuttberge in deutschen Großstädten (Auswahl)
| Stadt                 | Berg                                         | Höhe (m ü. NN) | Höhe (über Niveau) | Volumen der Aufschüttung (m³) |
| --------------------- | -------------------------------------------- | -------------- | ------------------ | ----------------------------- |
| Augsburg              | Augsburger Müllberg                          | 512 m          | 55 m               | 7,4 Mio.                      |
| Berlin                | Arkenberge                                   | 122 m          | 67 m               |                               |
| Berlin                | Teufelsberg                                  | 120,1 m        | 55 m               | 26 Mio.                       |
| Berlin                | Ahrensfelder Berge                           | 115 m          | 65 m               |                               |
| Berlin                | Kienberg                                     | 102 m          |                    |                               |
| Berlin                | Oderbruchkippe                               | 91 m           |                    | 3 Mio.                        |
| Berlin                | Dörferblick                                  | 86 m           |                    |                               |
| Berlin                | Humboldthöhe                                 | 85 m           |                    |                               |
| Berlin                | Kleiner und Großer Bunkerberg (Mont Klamott) | 48 und 78 m    | 40 m               | 2,5 Mio.                      |
| Berlin                | Insulaner                                    | 78 m           |                    | 1,8 Mio.                      |
| Berlin                | Tempelhofer Marienhöhe                       | 73 m           |                    | 0,19 Mio.                     |
| Berlin                | Rudower Höhe                                 | 70 m           |                    |                               |
| Berlin                | Rixdorfer Höhe                               | 68 m           |                    |                               |
| Düren                 | Trümmerberg Düren                            |                |                    | 1 Mio.                        |
| Frankfurt am Main     | Monte Scherbelino                            | 172,5 m        | 47 m               | 12,0 Mio.                     |
| Fürth                 | Solarberg, Schuttberg                        | 348 m          | 60 m               | 2,6 Mio.                      |
| Köln                  | Herkulesberg                                 | 72,2 m         | 25 m (ca.)         |                               |
| Krefeld               | Inrather Berg                                | 87 m           |                    |                               |
| Leipzig               | Rosentalhügel (Scherbelberg)                 | 131 m          | 20 m               | 0,12 Mio.                     |
| Leipzig               | Fockeberg                                    | 153 m          | 40 m (ca.)         |                               |
| Leipzig               | Nahleberg                                    | 143 m          | 35 m (ca.)         |                               |
| Leipzig               | Halde Dösen                                  | 156 m          | 32 m (ca.)         | 3,0 Mio.                      |
| Leipzig               | Deponie Küchenholz                           | 143 m          | 31 m (ca.)         |                               |
| Ludwigshafen am Rhein | Michaelsberg                                 | 125 m          | 32 m               |                               |
| Mönchengladbach       | Rheydter Höhe                                | 133 m          | 64 m               |                               |
| München               | Olympiaberg                                  | 567 m          | 60 m               |                               |
| München               | Luitpoldhügel                                | 540 m          | 37 m               |                               |
| München               | Fröttmaninger Berg                           | 562 m          | 75 m               | 12 Mio.                       |
| München               | Neuhofener Berg                              |                |                    | 2,5 Mio.                      |
| Münster               | Coerde/Rieselfelder Münster                  | 45 m           | 47 m               | 1,2/7,3 Mio.                  |
| Nürnberg              | Föhrenbuck                                   | 369 m          | 49 m               |                               |
| Nürnberg              | Silberbuck                                   | 356 m          | 38 m               | 5,53 Mio. 1                   |
| Nürnberg              | Schweinauer Buck                             | 347 m          | 37 m               |                               |
| Nürnberg              | Marienbuck                                   | 334 m          | 18 m               |                               |
| Paderborn             | Monte Scherbelino                            | 200 m          |                    |                               |
| Pforzheim             | Wallberg                                     | 418 m          | 40 m               | 1,65 Mio.                     |
| Siegen                | Monte Schlacko                               | 373 m          |                    |                               |
| Stuttgart             | Birkenkopf                                   | 511 m          | 40 m               | 1,5 Mio.                      |
| Stuttgart             | Grüner Heiner                                | 395 m          | 70 m               |                               |

## Bekannte Schuttberge

### Deutschland

#### Berlin
In Berlin waren etwa 15 Prozent der gesamten Menge der in Deutschland entstandenen Kriegstrümmer zu beräumen. Noch verwendbare Bauteile wurden zum Wiederaufbau genutzt, der restliche Schutt wurde in der flachen Stadtlandschaft in Form von zahlreichen „Trümmerbergen“ gelagert und später begrünt. Beispiele sind der Teufelsberg, die Rixdorfer Höhe, der Insulaner mit dem Berliner Observatorium, die Marienhöhe, der Schlehenberg sowie weitere Erhebungen im Humboldthain und im Volkspark Friedrichshain.
Der Teufelsberg wurde nach dem Zweiten Weltkrieg über der im Rohbau fertiggestellten „Wehrwissenschaftlichen Fakultät“ aufgeschüttet (siehe Germania-Planungen) und ist die zweithöchste Erhebung Berlins nach dem ab 1984 aufgeschütteten Bauschuttberg in den Arkenbergen. Nur wenig niedriger sind mit 114,5 bzw. 102 Metern die  Ahrensfelder Berge und der Kienberg, die in den 1980er bzw. 1970er Jahren aus Bauschutt beim Bau des Neubaugebietes  Berlin-Marzahn entstanden. Die Humboldthöhe, der Große und der Kleine Bunkerberg im Friedrichshain wurden jeweils über einem Flakturm errichtet. Die Tempelhofer Marienhöhe dagegen liegt über einem natürlichen Berg.

#### Dresden

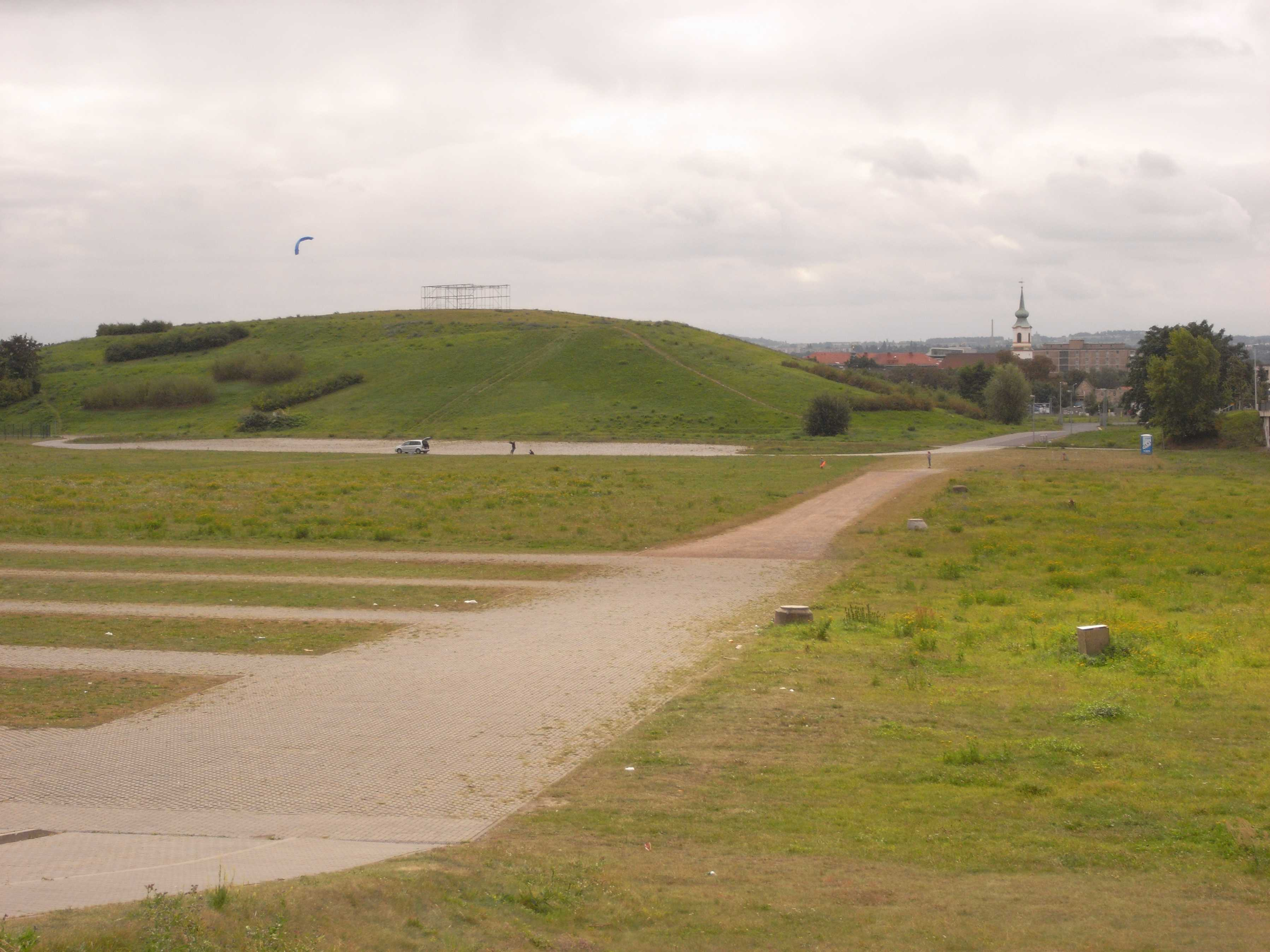
Trümmerberg am Rand des Ostrageheges (Dresden – Friedrichstadt)

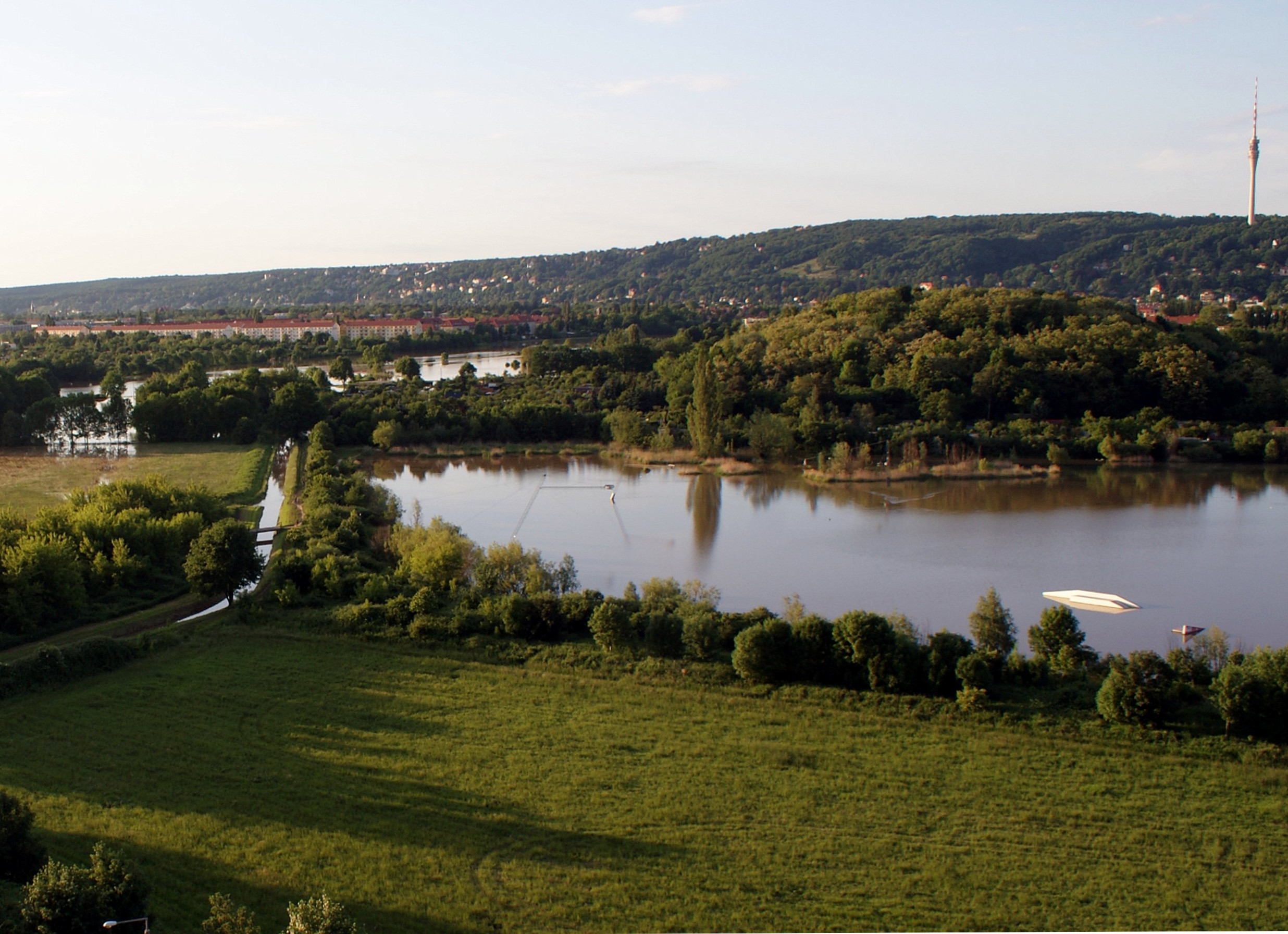
Trümmerberg an der „Kiesgrube Leuben“, Mitte rechts

Drei größere Trümmerberge gibt es in Dresden, das bei Luftangriffen, unter anderem am 13./14. Februar 1945, stark zerstört wurde. Die Trümmer wurden mit Hilfe der Trümmerbahnen in Dresden dorthin bewegt. Der größte befindet sich am Südrand des Hellers (Lage: 51° 5′ 34,4″ N, 13° 44′ 58,1″ O; Straße: „Am Trümmerberg“). Er wurde später noch als Deponie benutzt, wobei es auch zu unkontrollierten Ablagerungen von giftigen Abfällen kam. Die Müllkippe wurde nach 1990 saniert. Der Berg kann betreten werden und bietet eine Aussicht auf große Teile der Stadt, unter anderem in den Hof des nahegelegenen Gefängnisses. Der Trümmerberg zwischen Laubegast, Leuben und Dobritz erhebt sich etwa 30 Meter über diese Stadtteile und befindet sich am Rande eines alten Elbarms in der Ebene des Elbtalkessels (Lage: 51° 1′ 10,6″ N, 13° 49′ 18,5″ O). Ein weiterer Trümmerberg befindet sich in der Friedrichstadt, am östlichen Ende des Alberthafens (Lage: 51° 3′ 49,9″ N, 13° 43′ 4,6″ O). Weitere Trümmer wurden auf den Elbwiesen abgelagert.

#### Frankfurt am Main

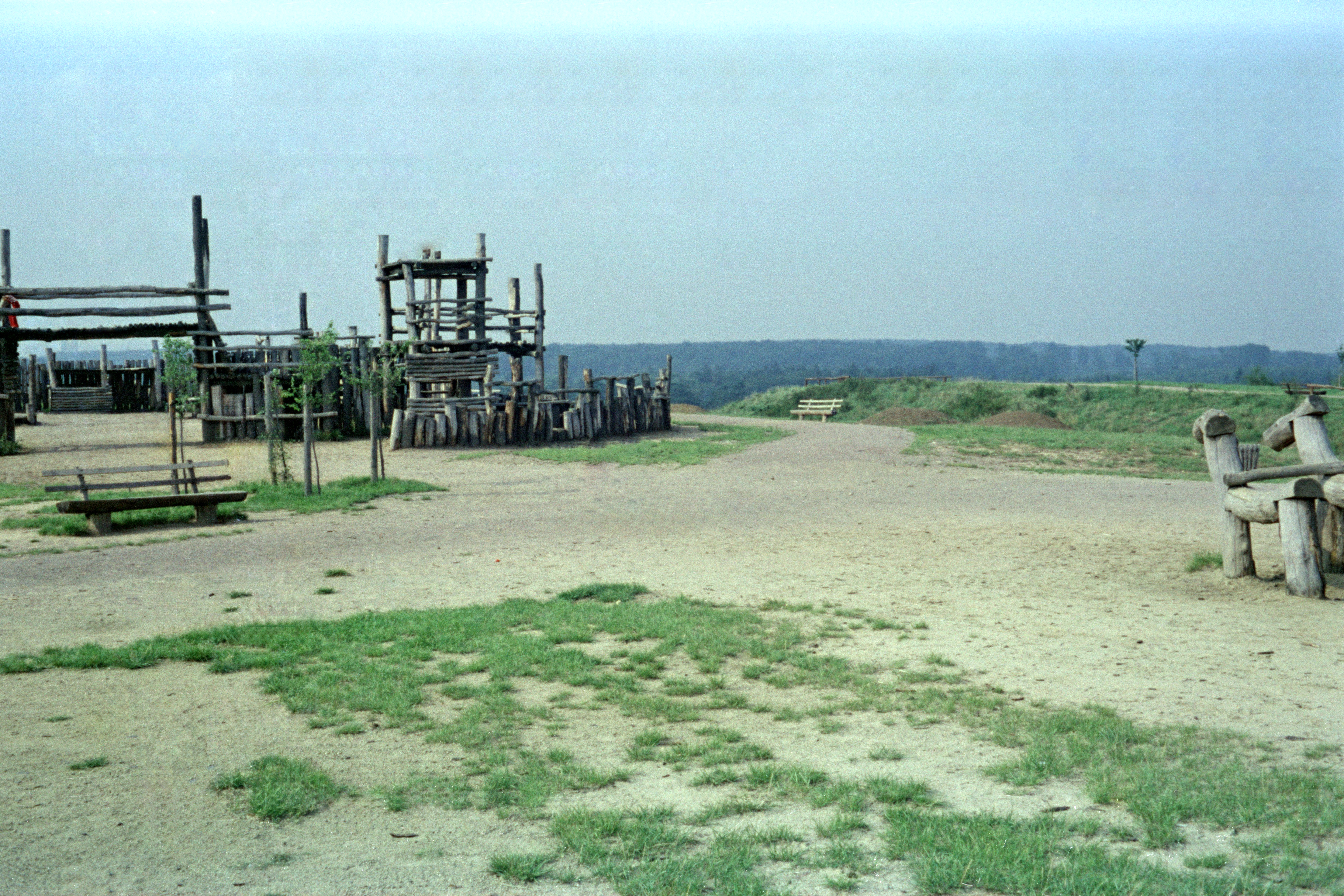
Spielplatz auf dem Monte Scherbelino in Frankfurt am Main Ende der 1970er Jahre

Nach den Luftangriffen wurden die Trümmer Frankfurts zunächst am Ratsweg auf dem Areal des alten Stadions am Riederwald der Eintracht an der Stelle zu einem Berg aufgeschüttet, wo heute die Eissporthalle steht und der Festplatz der Frankfurter Dippemess liegt. Er wurde von den Frankfurtern als „Monte Scherbelino“ bezeichnet. Bis 1964 wurde dieser Schuttberg von der Trümmerverwertungsgesellschaft abgetragen und größtenteils zu neuen Baustoffen verarbeitet. (Koordinaten: 50° 7′ 29″ N, 8° 43′ 24″ O).
Der seither als Monte Scherbelino bekannte Hügel in Frankfurt hat mit diesem damaligen Trümmerberg nichts zu tun und hieß schon vor dem Krieg so (Koordinaten: 50° 4′ N, 8° 43′ O). Er besteht neben Trümmerschutt wesentlich aus dem Abfall der Großstadt Frankfurt am Main und ging einst aus einer Sandgrube hervor. Seine Lage belastete bei der vorherrschenden südwestlichen Windrichtung vorwiegend die Nachbarstadt Offenbach. Am westlichen Ende befindet sich der kleine Haldenweiher, dessen Untergrund von einstigem Sickerwasser des Müllberges kontaminiert ist. Der etwa 47 m hohe Berg befindet sich direkt am Offenbacher Kreuz.
Von 1925 bis 1968 wurde er als Mülldeponie genutzt. Auf 24 Hektar Fläche wurden im Laufe der Jahre etwa 18 Millionen Kubikmeter Abfälle abgelagert. Nachdem in Heddernheim das Müllheizkraftwerk Frankfurt in Betrieb gegangen war, wurde die Deponie stillgelegt. Die Stadtverwaltung ließ den dreikuppigen Berg begrünen und mit Bäumen bepflanzen. Ein großer Spielplatz wurde darauf errichtet und zahlreiche Grillplätze wurden angelegt. Von der höchsten Erhebung aus hatte man einen weiten Rundblick über das Rhein-Main-Gebiet auf die umgebenden Gebirge Taunus, Spessart und Odenwald. Schautafeln erklärten, was der Besucher jeweils sehen konnte.
Wegen nicht auszuschließender Gefährdung durch entweichende Dämpfe und Flüssigkeiten wurde der Berg 1989 gesperrt. Nach einer aufwendigen Sanierung und Abdichtung gegenüber dem Grundwasser in zwei Phasen ab 1992 und 2003 wurde die Grünfläche 2015/16 neu gestaltet. Nach der Sanierung ist das Gelände im Rahmen von Führungen gelegentlich zugänglich.

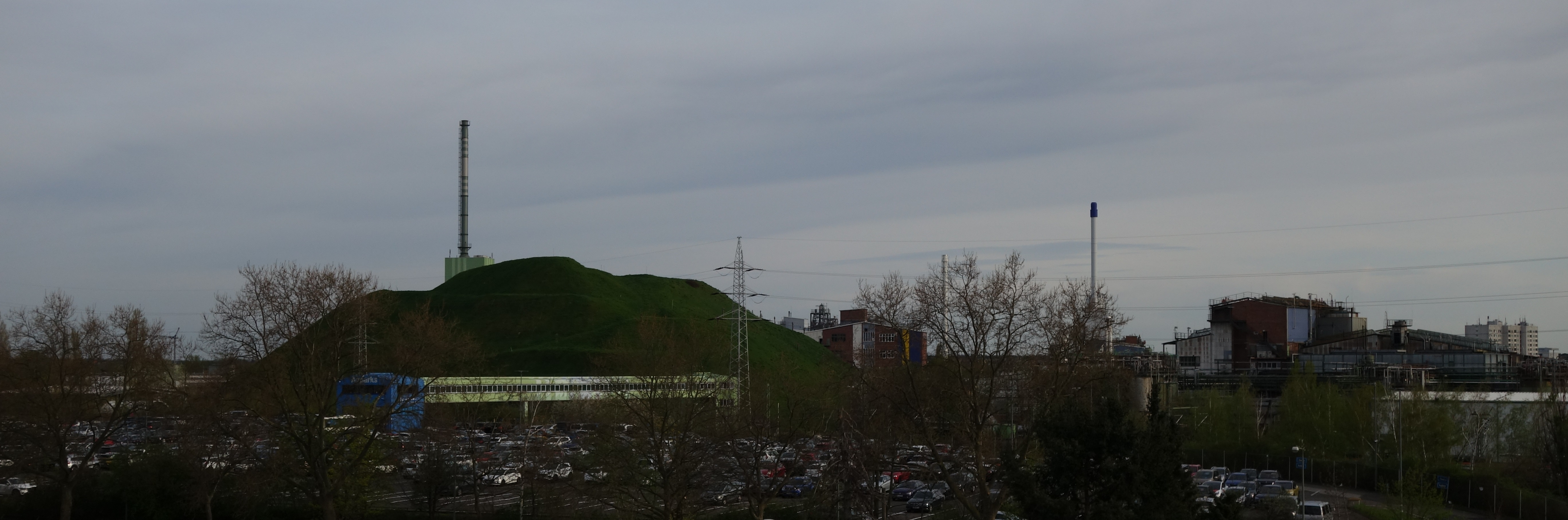
Begrünte Chemiemülldeponie Griesheimer Alpen

Eine weitere auch als Griesheimer Alpen bezeichnete Abfallhalde befindet sich im Frankfurter Industriepark Griesheim. Sie entstand aus Industrieabfällen des ehemaligen Chemieunternehmens Griesheim-Elektron und wurde Anfang der 1990er Jahre durch den damaligen Betreiber Hoechst AG abgedeckt und begrünt.

#### Hamburg
Die als Rodelberg bekannte Erhöhung im Öjendorfer Park ⊙ wurde durch die Trümmerbahn in den Jahren von 1945 bis 1954 errichtet.

#### Hannover
Der als Nordberg bezeichnete Abfallberg auf dem Gelände der Deponie Hannover wurde zwischen 1937 und 1982 aufgeschüttet. Er ist mit einer Höhe von 122 m die höchste Erhebung in Hannover. Viele Trümmer aus dem Zweiten Weltkrieg wurden neben dem Maschsee zu einem Hügel aufgeschüttet. Darauf wurde die Zuschauertribüne für das damalige Niedersachsenstadion errichtet.

#### Ingolstadt
Der so genannte Scherbelberg in Ingolstadt ist aus Trümmern von Festungsanlagen aus dem 19. Jahrhundert errichtet, die 1934 abgebrochen wurden. Er erhebt sich mit 25 Metern Höhe nur unwesentlich aus der Landschaft. Die darunter erhaltenen Reste von Befestigungsanlagen dienten im Zweiten Weltkrieg als Luftschutzbunker.

#### Leipzig

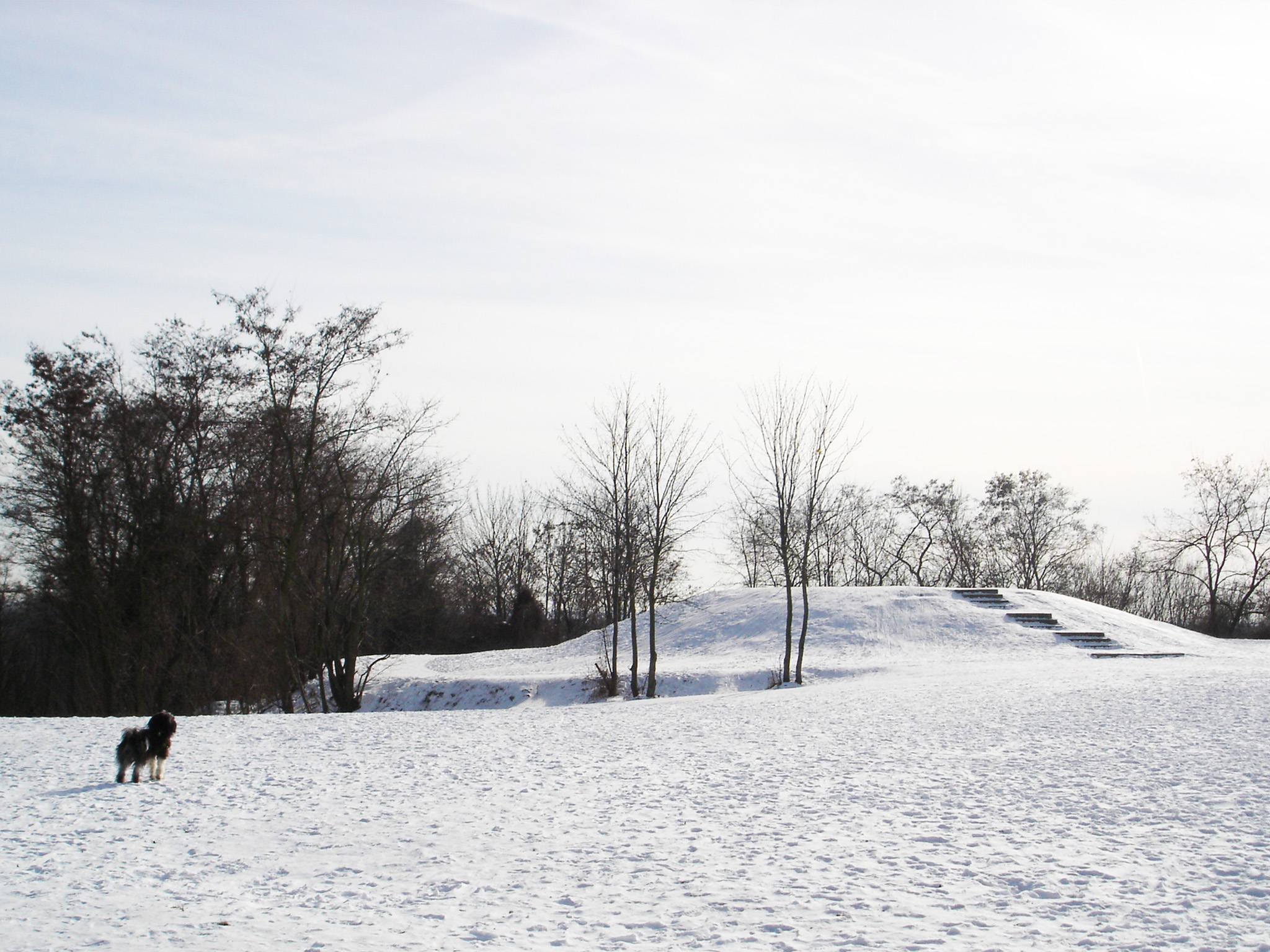
Verschneite Kuppe des Fockebergs in Leipzig

In den Jahren 1887 bis 1896 wurden im Rosental 120.000 m³ (60.000 Pferdefuhren) Hausmüll zum 20 m hohen Rosentalhügel („Scherbelberg“) aufgeschüttet. Dieser wurde begrünt und mit einem Aussichtsturm bebaut.
Auf den früheren Bauernwiesen, einer durch die Luftangriffe auf Leipzig geschädigten Waldfläche in der Südvorstadt, wurde ab 1947 Trümmerschutt aus dem Zweiten Weltkrieg zu einem etwa 40 m hohen Hügel aufgeschüttet. Nach der benachbarten Straße bürgerte sich der Name Fockeberg ein. In den 1980er Jahren wurde das Gelände durch Wege erschlossen, gestaltet und begrünt. Es wird als Erholungsgebiet und für Sport- auch Szene-Veranstaltungen genutzt. Das etwa auf 154 m ü. NN liegende Gipfelplateau dient als Aussichtspunkt und als Grillplatz.
Der etwa 35 m hohe Hügel der früheren Mülldeponie im nordwestlichen Stadtteil Möckern war in Betrieb vom Ende der 1930er Jahre bis 1983. Er ist inzwischen begrünt, begehbar und erhielt, abgeleitet vom benachbarten Fluss, den Namen Nahleberg.

#### Mönchengladbach
Der Trümmerberg Rheydter Höhe im Stadtteil Rheydt ist die höchste Erhebung der Stadt. Daneben gibt es einen weiteren Schuttberg, genannt „Monte Scherbelino“ am Spielkaulenberg, gegenüber dem Hauptfriedhof an der Grenze zwischen den Stadtteilen Eicken und Neuwerk.

#### München

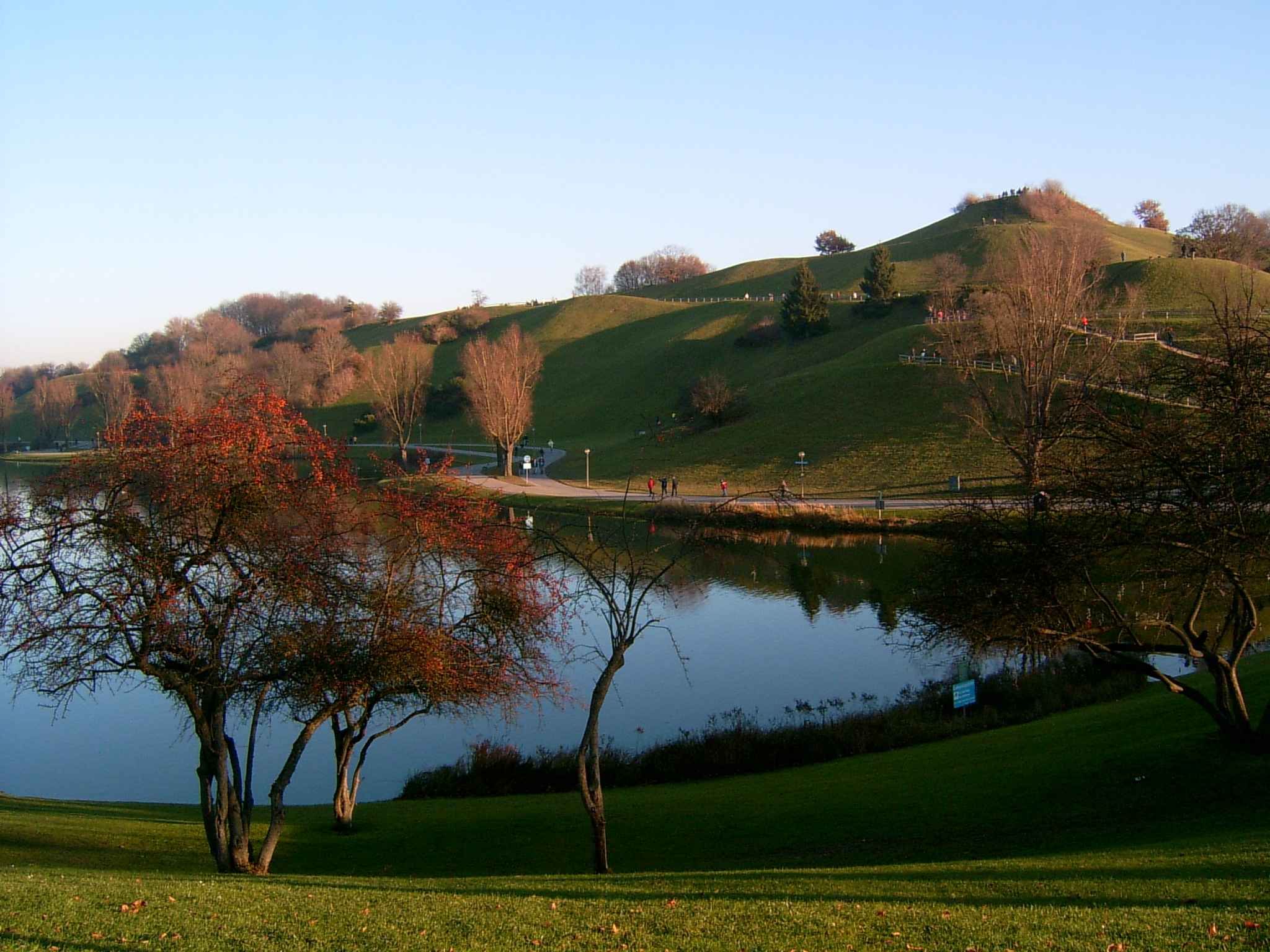
Olympiaberg

Durch die Luftangriffe auf München ist der 60 Meter hohe Olympiaberg, häufig auch der „große Schuttberg“ oder einfach nur „Schuttberg“ genannt, entstanden. Auf dem umliegenden Gelände wurden die Sportstätten für die Olympischen Sommerspiele 1972 erbaut.
In der Nähe befindet sich der 37 Meter hohe Luitpoldhügel oder „kleiner Schuttberg“, der im Schwabinger Luitpoldpark aufgeschüttet wurde.
Ein anderer Trümmerberg, der Neuhofener Berg, wurde entlang des Hochufers der Isar aufgeschüttet. Er ist deshalb kaum höher als seine westliche Umgebung.
Der 75 m hohe Fröttmaninger Berg an der nördlichen Stadtgrenze Münchens besteht aus insgesamt 12 Millionen Kubikmetern Müll auf einer ehemaligen Deponie. Nach dem Ende seiner Nutzung wurde er nach und nach renaturiert und in ein Naherholungsgebiet umgewandelt. Seit 1999 wird seine Spitze mit der weithin sichtbaren Windkraftanlage Fröttmaning gekrönt.

#### Nürnberg

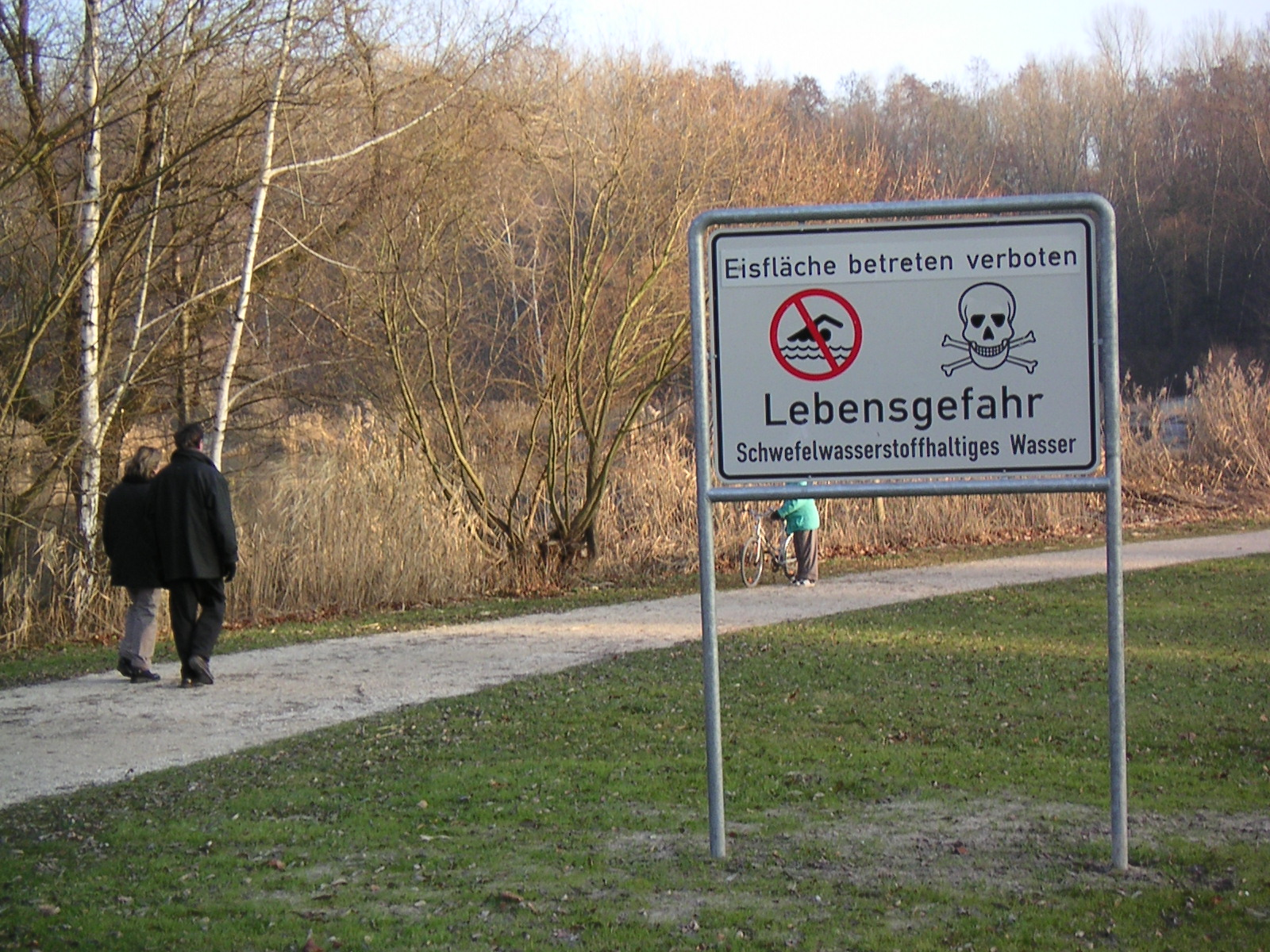
Warnschilder am Nürnberger Silbersee

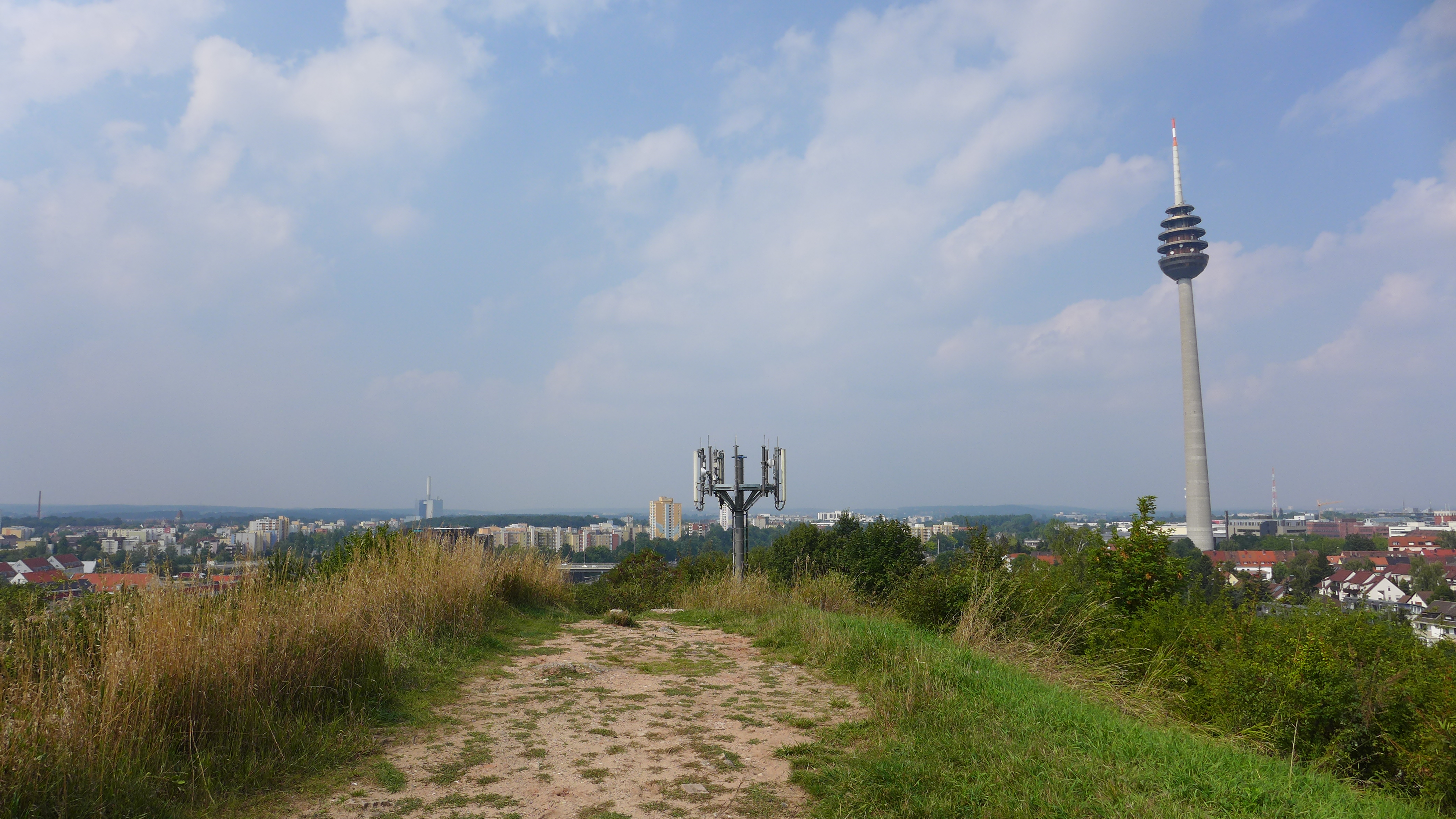
Auf dem Schweinauer Buck in Nürnberg (2013)

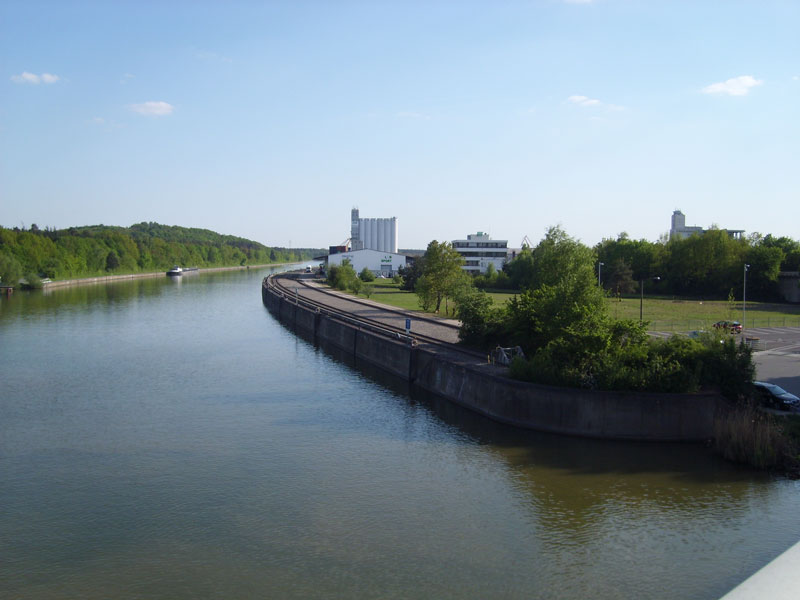
Links des Hafens der Föhrenbuck in Nürnberg (2008)

Der Silberbuck ⊙ liegt im Naherholungsgebiet Dutzendteich und ehemaligen Reichsparteitagsgelände. Am Fuß der Deponie befindet sich der Silbersee, ein stark verseuchtes Gewässer. Insgesamt kamen seit Kriegsende im See knapp 50 Menschen zu Tode. Aufgrund der potentiellen Lebensgefährdung besteht seit Jahrzehnten ein Badeverbot.
Der Schweinauer Buck ⊙ liegt unmittelbar an der Südwesttangente und dem Rhein-Main-Donau-Kanal, nahe dem Fernmeldeturm Nürnberg. Dieser Hügel entstand ab Ende der 1960er Jahre aus dem Aushub des Kanalbeckens und des Rhein-Main-Donau-Kanals und besteht vorwiegend aus den lehmhaltigen Sanden des Geländes um Maiach / Hinterhof – ist also kein Trümmerberg aus der frühen Nachkriegszeit. Nach Abschluss der Kanalbauarbeiten wurde der Hügel begrünt und stellt mittlerweile ein beliebtes Ausflugsziel im Südwesten Nürnbergs dar.
Hinweis: Die frühere Siedlung Hinterhof wurde dem Kanalhafen Nürnberg geopfert – verblieben ist nur das ehemalige Gasthaus, die früher in Hinterhof angesiedelten landwirtschaftlichen Betriebe wurden ins Umland umgesiedelt.
Der Föhrenbuck ⊙ liegt direkt östlich des Bayernhafens Nürnberg. Im Volksmund wird er auch gelegentlich als Schuttberg oder als Hafenberg bezeichnet. Bis ins frühe 20. Jahrhundert hieß das dortige Gelände im Eibacher Forst Wolfsgrube und Untere Vogelheerd. In der Nachkriegszeit wurden dort große Mengen Kriegsschutt aufgetürmt. In den 1950er und frühen 1960er Jahren kam außerdem Hausmüll hinzu, bis die unmittelbar südlich gelegene Deponie eingerichtet wurde. Ende der 1960er Jahre wurde der Schuttberg mit Aushub überdeckt, der beim Bau des Main-Donau-Kanales anfiel und erreichte seine endgültige Höhe von 369 m ü. NN. In den 1980er Jahren wurde das Gelände renaturiert und die südlich der Deponie gelegenen und unverfüllt gebliebenen Sandgruben 1992 als Naturschutzgebiet Sandgruben am Föhrenbuck ausgewiesen.
Der Marienbuck ⊙ entstand Anfang der 1950er Jahre aus dem Trümmerschutt des ehemaligen Flughafens Nürnberg-Marienberg. Das Gelände wurde anschließend renaturiert und 1955 der neue Flughafen (heute: Albrecht-Dürer-Airport) 2 km nördlich eröffnet.

#### Offenbach am Main
In Offenbach am Main befindet sich eine Deponie, bekannt als „Deponie Grix“. Sie wurde auf einem ehemaligen Kalksteinbruch errichtet und mit Trümmerschutt, Gewerbe- und Industriemüll aufgefüllt.
Der Schneckenberg ist mittlerweile ein Freilichtmuseum. Hier finden zahlreiche Konzerte und Veranstaltungen statt, welche vom Offenbacher Verwaltungs- und Organisationsverein e. V. (OVO) organisiert und betreut werden.

#### Paderborn
Der Paderborner Schuttberg liegt im Süden der Stadt am oberen Querweg. Er wurde in den Nachkriegsjahren aus Trümmerschutt errichtet und wurde ein Naherholungsgebiet. Allerdings gilt diese Aussage mittlerweile als überholt, der Monte Scherbelino entstand vermutlich als Nachfolger einer Mülldeponie. Hinter dem Monte Scherbelino befindet sich das Waldstadion Südstadt, Spielstätte des Fußballvereins Sportfreunde Blau Weiß Paderborn.

#### Pforzheim

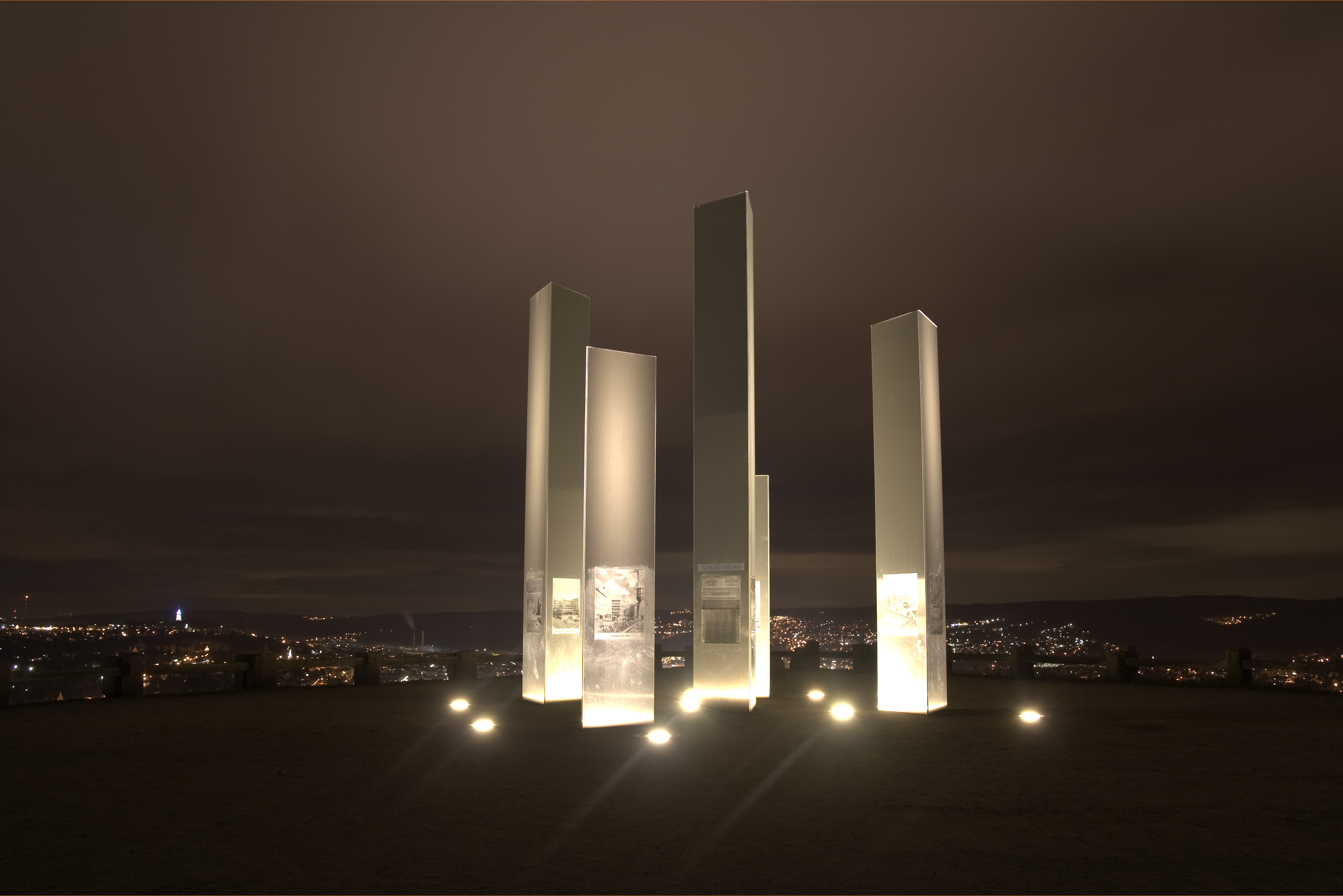
Wallberg-Mahnmal in Pforzheim, 2007

Der Pforzheimer Trümmerberg wurde nach dem Zweiten Weltkrieg auf dem bereits natürlich bestehenden Wallberg nordwestlich der Stadtmitte aus Trümmerschutt aufgetürmt. Im Jahre 2005 wurde im Rahmen des Gedenkens an den 60. Jahrestag der Bombardierung Pforzheims im Zweiten Weltkrieg ein Mahnmal errichtet. Außerdem befindet sich dort eine Aussichtsplattform, von der man einen weiten Blick auf die Stadt sowie die angrenzenden Gemeinden hat. Mit 418 m überragt der Gipfel um etwa 170 m die 2,7 km entfernte Innenstadt (etwa 250 m).

#### Stuttgart
Der Birkenkopf in Stuttgart wird wie andere auch als Monte Scherbelino bezeichnet. Er hat eine Höhe von 511 Metern ü. NN, wobei der Birkenkopf nach dem Zweiten Weltkrieg noch um 40 Meter mit dem Schutt zerbombter Stuttgarter Häuser aufgeschüttet wurde. Auf dem Gipfel liegen große Trümmer von Häuserfassaden offen auf. Der Berg bietet einen sehr weiten Rundblick.
Der Grüne Heiner ist ein Schuttberg auf der Gemarkung Stuttgart-Weilimdorf an der A 81 westlich von Korntal gelegen. Der knapp 70 Meter aufragende Berg erreicht eine Höhe von 395 m ü. NN und wurde zur Naherholung, für den Modellflug und als Standort einer Windkraftanlage genutzt. Der Hügel entstand in den 1950er Jahren durch künstliche Aufschüttung großer Mengen an (vor allem) Bauschutt.

### Österreich

#### Wien
Die Deponie Rautenweg in Wien ist die größte Deponie in Österreich und mit 187 Meter (Stand 2021) die höchste Erhebung im 22. Wiener Gemeindebezirk (Donaustadt). Unter anderem wurden rund 30 Millionen kg Schutt der 1976 eingestürzten Reichsbrücke hier deponiert.

### Italien

#### Antiker Schuttberg in Rom
Der Monte Testaccio in Rom besteht vollständig aus Scherben, die über die Jahrhunderte im damaligen Hafen von Rom anfielen. Er gab dem römischen Viertel Testaccio dessen Namen.